# Nāḩiyat Zummār
Nāḩiyat Zummār (arabiska: ناحية زمار, kurdiska: Zemmar, arabiska: زمار, kurdiska: زوممار, زەممار) är ett underdistrikt i Irak.   Det ligger i provinsen Ninawa, i den norra delen av landet, 400 km norr om huvudstaden Bagdad.